# Scala SF
Scala SF is een serie sciencefictionboeken in pocketvorm van de Nederlandse uitgeverij Scala te Rotterdam.De reeks verscheen van 1975 tot 1978. De eerste negentien delen waren genummerd, de volgende 29 delen verschenen ongenummerd.
Vanaf de jaren zestig werd het sciencefictiongenre populair in Nederland en België en er waren dan ook een aantal uitgeverijen die, in een relatief korte tijd, de belangrijkste Engelstalige werken vertaalden en uitgaven. Er werden SF-series uitgegeven door onder andere Uitgeverij Luitingh, Elsevier, Bruna met Bruna SF, Fontein met Fontein SF, Born met Born SF, Het Spectrum met Prisma SF, Meulenhoff met M=SF en uitgeverij Elmar met Elmar SF.  

## Overzicht uitgaves
| Nr. | Schrijver                       | Titel                                           | Originele titel                           | Jaar    |
|     | Genummerde reeks                |                                                 |                                           | 1975-76 |
| 1   | A.E. van Vogt                   | Het rijk van het atoom/De tovenaar van Linn     | The Empire of the Atom/The Wizard of Linn | 1975    |
| 2   | Mack Reynolds                   | Conflict in de ruimte/Planetair agent X         | The Rival Rigelians/Planetary Agent X     | 1975    |
| 3   | Mack Reynolds                   | De expert/De planeet van de dageraad            | Depression or Bust/Dawnman Planet         | 1975    |
| 4   | Edmond Hamilton                 | Godenschemering en andere verhalen              | What’s Like Out There                     | 1975    |
| 5   | A.E. van Vogt                   | Tweehonderd miljoen jaar A.D./De Silkie         | Two Hundred Millions A.D./The Silke       | 1975    |
| 6   | A.E. van Vogt                   | Duisternis over Diamondia                       | The Darkness on Diamondia                 | 1975    |
| 7   | anthologie                      | Het menselijk nulpunt en andere verhalen        |                                           | 1975    |
| 8   | A.E. van Vogt                   | De sterrenheilige en andere verhalen            | The Proxy Intelligence                    | 1975    |
| 9   | A.E. van Vogt                   | Planeten te koop                                | Planets for Sale                          | 1975    |
| 10  | A.E. van Vogt                   | Kinderen van morgen                             | Children of Tomorrow                      | 1975    |
| 11  | A.E. van Vogt                   | De meesterbreinen/Twee zilveren gordels         | Earth’s Last Fortress/Siege of the Unseen | 1975    |
| 12  | A.E. van Vogt                   | De Higenroth methode                            | Future Glitter (Tyranopolis)              | 1975    |
| 13  | Gordon R. Dickson               | Dorsai Trilogie: De tactiek van de vergissing   | Tactics of Mistake                        | 1976    |
| 14  | Gordon R. Dickson               | Dorsai Trilogie: Sterrenleger                   | Soldier, Ask Not                          | 1976    |
| 15  | Gordon R. Dickson               | Dorsai Trilogie: Dorsai andermaal               | Dorsai!                                   | 1976    |
| 16  | Jack Vance                      | Trullion: Sterrenwereld 2262                    | Alastor 2262                              | 1976    |
| 17  | Jack Vance                      | Circuswereld                                    | Showboat World                            | 1976    |
| 18  | John Norman                     | De vogelmannen van Gor                          | Tansman of Gor                            | 1976    |
| 19  | John Norman                     | De goden van Gor                                | Outlaw of Gor                             | 1976    |
|     | Ongenummerde reeks              |                                                 |                                           | 1976-78 |
|     | Jack Vance                      | Space opera                                     | Space Opera                               | 1976    |
|     | Jack Vance                      | De wonderbaarlijke avonturen van Magnus Ridolph | The Many Worlds of Magnus Ridolph         | 1976    |
|     | Jack Vance                      | Marune: Sterrenwereld 933                       | Marune: Alastor 933                       | 1975    |
|     | Lyon Sprague de Camp            | De klokken van Iraz                             | The Clocks of Iraz                        | 1976    |
|     | Michael Moorcock                | Storm over Melniboné                            | Elric of Melniboné                        | 1976    |
|     | Michael Moorcock                | Storm over Tanelorn                             | The Sleeping Sorceress                    | 1976    |
|     | Fritz Leiber                    | Een spook waart rond in Texas                   | A Spectre is Haunting Texas               | 1977    |
|     | Robert Silverberg               | Het boek der schedelen                          | The Book of Skulls                        | 1976    |
|     | H. Beam Piper                   | Wollie sapiens                                  | Fuzzie Sapiens                            | 1976    |
|     | James White                     | De buitenste duisternis                         | Dark Inferno                              | 1976    |
|     | Keith Laumer                    | De onbegrensde kerker                           | The Infinite Cage                         | 1976    |
|     | Piers Anthony                   | Ringen van ijs                                  | Rings of Ice                              | 1977    |
|     | Frederik Pohl & Jack Williamson | De verste ster                                  | Farthest Star                             | 1977    |
|     | Robert E. Howard                | Almuric                                         | Almuric                                   | 1977    |
|     | James White                     | Hospitaal tussen de sterren                     | Hospital Station                          | 1977    |
|     | James White                     | Chirurg tussen de sterren                       | Star Surgeon                              | 1977    |
|     | Keith Laumer                    | In de greep van de Mone                         | The House in November                     | 1977    |
|     | Alex Panshin                    | Inwijdingsritueel                               | Rite of Passage                           | 1977    |
|     | A.E. van Vogt                   | Meesterbrein IQ 10.000                          | Supermind                                 | 1977    |
|     | Philip K. Dick                  | De pottengenezer van de Melkweg                 | Galactic Pot-Healer                       | 1977    |
|     | Fritz Leiber                    | De groene kat                                   | The Green Millennium                      | 1977    |
|     | James White                     | De grote operatie                               | Major Operation                           | 1977    |
|     | Henry Rider Haggard             | Zij                                             | She, A History of Adventure               | 1977    |
|     | Henry Rider Haggard             | De terugkeer van Zij                            | Ayesha, The Return of She                 | 1977    |
|     | Colin Kapp                      | Chaos in regelmaat                              | The Patterns of Chaos                     | 1978    |
|     | Avram Davidson                  | Rork!                                           | Rork                                      | 1977    |
|     | John Brunner                    | Het altaar op Asconel                           | Interstellar Empire: The Altar on Asconel | 1977    |
|     | Philip José Farmer              | De rivierplaneet                                | To Your Scattered Bodies Go               | 1978    |
|     | Philip José Farmer              | De magische rivier                              | The Fabulous Riverboat                    | 1978    |